# Leucanthemum platylepis
La  margherita liburnica (nome scientifico  Leucanthemum platylepis  Borbás, 1878) è una specie di pianta angiosperma dicotiledone della famiglia delle Asteraceae (sottofamiglia Asteroideae, tribù Anthemideae (Mediterranean clade) e sottotribù Leucantheminae).

## Etimologia
Il nome generico latino (Leucanthemum) deriva dal greco antico λευκάνθεμον?, leukánthemon, "fiore bianco", a sua volta da λευκός, leukós, "bianco" e ἄνθεμον, ánthemon, "fiore" e fa ovviamente riferimento al colore dei fiori.
Il nome scientifico della specie è stato definito dal botanico Vinczé von Borbás (1844-1905) nella pubblicazione " cf. Oesterr. Bot. Z. 28: 259 " del 1878 .

## Descrizione

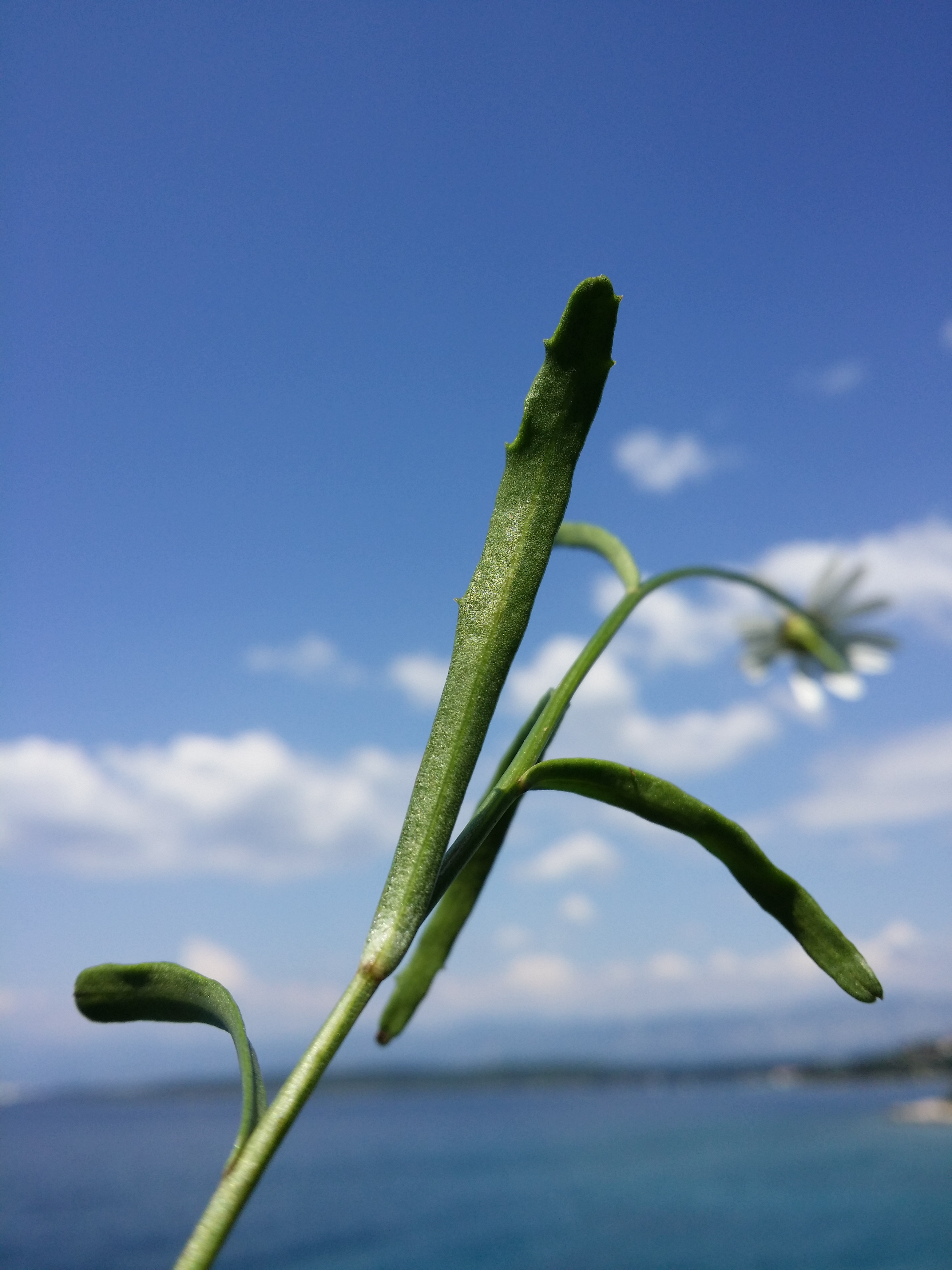
Le foglie

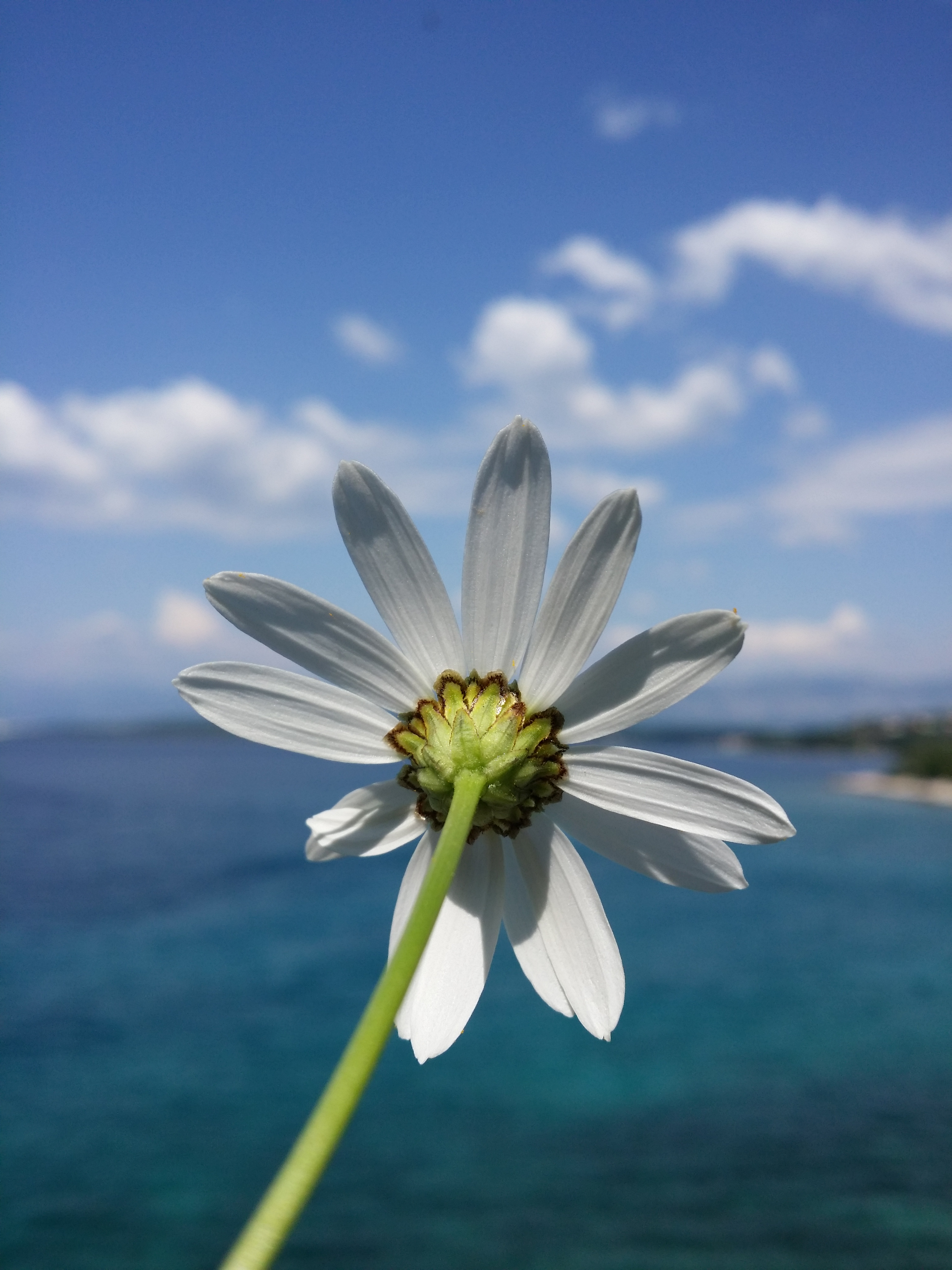
Infiorescenza

Portamento. La specie di questa voce è una erbacea con un ciclo biologico perenne. L'indumento è assente o formato da peli basifissi.  La forma biologica è emicriptofita scaposa (H scap), ossia in generale sono piante erbacee, a ciclo biologico perenne, con gemme svernanti al livello del suolo e protette dalla lettiera o dalla neve e sono dotate di un asse fiorale eretto e spesso privo di foglie.
Radici. Le radici sono secondarie a partire dal rizoma (può essere strisciante). Le radici solitamente hanno una punta rossa.
Fusto. Sono piante alte fino a 2-4 dm.
- Parte ipogea: la parte sotterranea consiste in un rizoma (di solito con apice arrossato).
- Parte epigea: la parte aerea del fusto è eretta, ascendente con foglie cauline sparse.

Foglie. Le foglie sono sia basali che caulinari. Quelle basali sono lungamente picciolate, quella caulinari sono sessili e amplessicauli. Lungo il fusto sono disposte in modo alterno. La forma è diversa a seconda della posizione delle foglie lungo il fusto; in tutti i casi sono profondamente dentate:
- foglie cauline basali: sono oblunghe o oblungo-cuneate;
- foglie cauline medie e superiori: hanno una forma lineare o strettamente lanceolate e seghettata. Dimensione delle foglie: 1-5 x 10-50 mm.

Infiorescenza. Le sinflorescenze sono formate da capolini solitari. Le infiorescenze vere e proprie sono composte da un capolino terminale peduncolato di tipo radiato. I capolini sono formati da un involucro, con forme da emisferiche/campanulate a meniscoidi, composto da diverse brattee, al cui interno un ricettacolo fa da base ai fiori di due tipi: fiori del raggio e fiori del disco. Le brattee, a consistenza erbacea, con forme da ovate a lanceolate, con margini membranosi, quasi scariosi e di colore bruno rugginoso, sono disposte in modo più o meno embricato su più serie (da 3 a 5). Il ricettacolo, piano-convesso, è privo di pagliette. Diametro dei capolini: 2,5-4 cm. 
Fiori.  I fiori sono tetra-ciclici (formati cioè da 4 verticilli: calice – corolla – androceo – gineceo) e pentameri (calice e corolla formati da 5 elementi). Si distinguono in:
- fiori del raggio (esterni): sono femminili, fertili e sono disposti su una serie; la forma è ligulata (zigomorfa); a volte possono mancare o essere sterili;
- fiori del disco (centrali): sono più numerosi con forme brevemente tubulose (attinomorfe); sono ermafroditi (o funzionalmente maschili).

- Formula fiorale:

*/x K {\displaystyle \infty }, [C (5), A (5)], G 2 (infero), achenio
- Calice: i sepali del calice sono ridotti ad una coroncina di squame.

- Corolla:

- fiori del raggio: la forma della corolla alla base è più o meno tubulosa-imbutiforme, mentre all'apice è ligulata; la ligula può terminare con alcuni denti; il colore è bianco (tendente al rosato in fase di essiccazione);
- fiori del disco: la forma è tubulare bruscamente divaricata in 4-5 lobi; i lobi, patenti o eretti, hanno una forma deltata o più o meno lanceolata; i colori sono giallo e varietà di giallo.

- Androceo: l'androceo è formato da 5 stami (alternati ai lobi della corolla) sorretti da filamenti generalmente liberi a forma di balaustra; gli stami sono connati e formano un manicotto circondante lo stilo. Le antere possono essere sia di tipo basifissa che medifissa. Il tessuto endoteciale (rivestimento interno dell'antera) non è polarizzato. Il polline è sferico con un diametro medio di circa 25 micron;  è tricolporato (con tre aperture sia di tipo a fessura che tipo isodiametrica o poro) ed è echinato (con punte sporgenti).

- Gineceo: l'ovario è infero uniloculare formato da 2 carpelli. Lo stilo (il recettore del polline) è profondamente bifido (con due stigmi divergenti) e con le linee stigmatiche marginali separate o contigue. I due bracci dello stilo hanno una forma troncata e possono essere papillosi o ricoperti da ciuffi di peli.

- Antesi: da maggio a luglio.

Frutti. I frutti sono degli acheni ovali, bislunghi, neri e rigati di bianco: ai lati sono presenti 10 coste contenenti cellule micillaginifere e canali resiniferi. Gli acheni dei fiori del raggio esterno hanno un pappo rudimentale a forma di anello; ma in genere la sommità è nuda. 

## Biologia
Impollinazione: tramite insetti (impollinazione entomogama tramite farfalle diurne e notturne).

Riproduzione: la fecondazione avviene fondamentalmente tramite l'impollinazione dei fiori.

Dispersione: i semi cadono a terra e vengono dispersi soprattutto da insetti come formiche (disseminazione mirmecoria). Un altro tipo di dispersione è zoocoria: gli uncini delle brattee dell'involucro (se presenti) si agganciano ai peli degli animali di passaggio che portano così i semi anche su lunghe distanze. Inoltre per merito del pappo (se presente) il vento può trasportare i semi anche per alcuni chilometri (disseminazione anemocora).

## Distribuzione e habitat

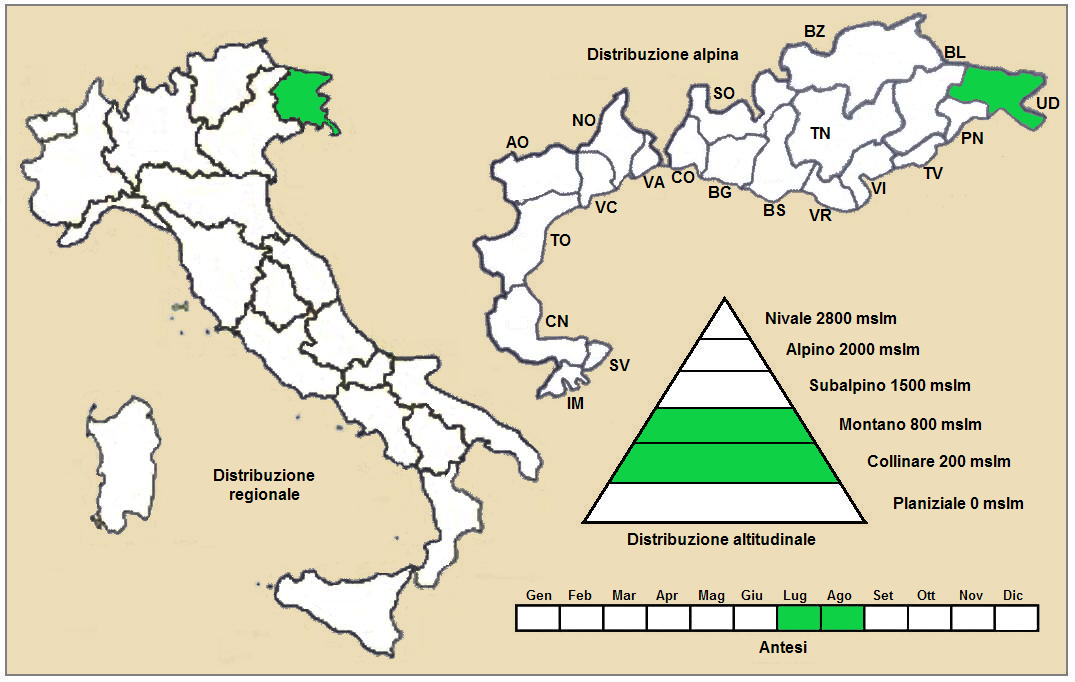
Distribuzione della pianta (Distribuzione regionale – Distribuzione alpina)

Geoelemento: il tipo corologico (area di origine) è  Illirico / Est Alpico.

Distribuzione: in Italia questa specie si trova raramente nel Carso Triestino. Sugli altri rilievi collegati alle Alpi è presente nelle Alpi Dinariche. Altrove si trova nella Penisola Balcanica.

Habitat: l'habitat tipico per queste piante sono i prati aridi e i pascoli. Il substrato preferito è calcareo con pH basico, bassi valori nutrizionali del terreno che deve essere secco. 

Distribuzione altitudinale: sui rilievi alpini, in Italia, queste piante si possono trovare fino alla quata di 300-600 m s.l.m.; nelle Alpi frequentano quindi i seguenti piani vegetazionali: collinare e montano (oltre a quello planiziale). 

## Fitosociologia
Dal punto di vista fitosociologico alpino la specie di questa voce appartiene alla seguente comunità vegetale:
Formazione: delle comunità a emicriptofite e camefite delle praterie rase magre secche.
Classe: Festuco-Brometea
Ordine: Scorzonero-Chrysopogonetalia

## Sistematica
La famiglia di appartenenza di questa voce (Asteraceae o Compositae, nomen conservandum) probabilmente originaria del Sud America, è la più numerosa del mondo vegetale, comprende oltre 23.000 specie distribuite su 1.535 generi, oppure 22.750 specie e 1.530 generi secondo altre fonti (una delle checklist più aggiornata elenca fino a 1.679 generi). La famiglia attualmente (2021) è divisa in 16 sottofamiglie; la sottofamiglia Asteroideae è una di queste e rappresenta l'evoluzione più recente di tutta la famiglia.

### Filogenesi
Il gruppo di questa voce è descritto nella tribù Anthemideae, una delle 21 tribù della sottofamiglia Asteroideae). In base alle ultime ricerche nella tribù sono stati individuati (provvisoriamente) 4 principali lignaggi (o cladi): "Southern hemisphere grade", "Asian-southern African grade", "Eurasian grade" e "Mediterranean clade". Il genere Leucanthemum (insieme alla sottotribù Leucantheminae) è incluso nel clade Mediterranean clade.
Nella pubblicazione "Flora d'Italia" le specie di Leucanthemum della flora spontanea italiana sono suddivise in tre gruppi: 1) piante con capolini con solo fiori tubolosi; 2) piante con capolini con fiori ligulati e acheni del disco senza corona; 3) piante con capolini con fiori ligulati e acheni del disco pappo a corona. La specie di questa voce appartiene al secondo gruppo e in particolare a piante con scapo con numerose foglie, quelle mediane con denti con lunghezza inferiore alla larghezza, con foglie cauline a base stretta e brattee con margini scuri.
I caratteri distintivi della specie  Leucanthemum platylepis sono:
- la lamina delle foglie basali ha delle forme da oblanceolate a obovate con apice ottuso
- la base delle foglie cauline di mezzo è intera o a larghi denti;
- le foglie in genere sono strette (non più larghe di 5 mm);
- il colore delle foglie è verde e quelle lungo il fusto non sono amplessicauli.

Il numero cromosomico delle specie di questa voce è: 2n = 72 (ottoploide).

### Sinonimi
Sono elencati alcuni sinonimi per questa entità:
- Chrysanthemum platylepis (Borbás) Fritsch
- Leucanthemum atratum subsp. platylepis  (Borbás) Heywood